# Pere Marcer i Cuscó
Pere Marcer i Cuscó (Avinyonet del Penedès, Alt Penedès, 1 d'octubre de 1854 - Santiago de Xile, 17 d'agost de 1927) fou un germà claretià, missioner a Xile. Ha estat proclamat servent de Déu per l'Església catòlica i està en procés de beatificació.

## Biografia
Pere Josep Antoni Marcer i Cuscó nasqué a Avinyonet en 1854, segon dels cinc fills de Pere Marcer i Nicolau i Rosa Cuscó i Salas, que l'educaren cristianament. Atret per la religió des de petit (fou escolà a l'església), volgué seguir la carrera eclesiàstica i el 1878 ingressà al noviciat dels Missioners Fills de l'Immaculat Cor de Maria, els claretians, de Gràcia, vora Barcelona. El 16 de juliol de 1879 professà a Vic de mans del cofundador Jaume Clotet i Fabrés. En 1880 fou destinat a Xile, en la sisena missió claretiana a Amèrica. L'1 de juny entrà al Convento de Belén de Santiago, on passà 47 anys, llevat d'uns mesos que fou enviat a Curicó, fins a morir.
Germà coadjutor, exercí sempre com a porter de la comunitat. A banda de l'acolliment als visitants, feia el manteniment de la casa, l'horta i jardí. La seva vida va fer que tothom el tingués com a model de vida. Destacà per la seva humilitat i paciència, per l'esperit de pregària. Va fer un intens apostolat mitjançant les cartes que escrivia, de les que se'n conserven 38, de gran alçada espiritual, i donà consells espirituals a molta gent que li demanava, especialment parelles de promesos, als que preparava per al matrimoni, o de casats amb problemes de convivència.
Els últims setze anys els passà malalt, arran d'una fractura i una paràlisi que el forçà a restar al llit. Morí a Santiago als 73 anys en llaor de santedat, en 1927.
Se n'obrí la causa de beatificació, i el 1963 s'aprovà el decret de validesa dels seus escrits.